# Okólnitxi
Okólnitxi (en rus окольничий) és un antic rang i posició en la cort dels governants de Moscou des de la invasió mongola de Rússia fins a les reformes de govern de Pere I. La paraula deriva del mot rus per definir prop, proper, amb el significat de «qui s'asseu prop del tsar».
Els deures dels primers okólnitxi incloïen organitzar els viatges dels grans prínceps i dels tsars, les residències per als ambaixadors estrangers i presentar-los a la cort.
Al començament el seu nombre era molt reduït, però amb el temps augmentà, i adquiriren més deures. Un okólnitxi podia dirigir una oficina estatal (prikaz) o un regiment, podia ser ambaixador o membre de la duma estatal. Aquest rang era el segon més alt després del de boiar, tot i que sovint s'encarregaven de les mateixes tasques. Segons el sistema de méstnitxestvo, una persona no podia ser nomenada boiar si no existia algú a la seva família que hagués ostentat aquest títol o el d'okólnitxi recentment. Conseqüentment, aquesta última posició social era un pas previ per als que no eren nobles perquè se'ls atorgués la boiardia. Àdhuc el príncep Dmitri Pojarski, encara que fos un kniaz ruríkida per naixement i "Salvador de la Pàtria" per gràcia reial, no podia aspirar a una posició major que la d'okólnitxi, atès que ni els seus pares ni els seus oncles havien posseït mai un rang major del d'stólnik. Sota els Romànov, a les divuit famílies més nobles de Moscòvia se'ls atorgà el privilegi de començar llur carrera oficial des del rang d'okólnitxi, sense haver de passar per cap dels rangs inferiors, com el d'stólnik. Durant la mateixa època, aparegueren diferències entre els okólnitxi, de manera que alguns d'ells tenien més rang que els boiars no propers.